# Cycloptilum
Cycloptilum là một chi côn trùng thuộc họ Gryllidae. Chi này có các loài sau:
- Cycloptilum irregularis